# Schorr (cràter)
Schorr és un cràter d'impacte que hi ha sobre el terminador oriental de la Lluna. Des de la Terra aquest cràter es veu de banda, cosa que limita el detall que es pot observar. La visibilitat d'aquest cràter també és afectada per la libració de la Lluna a la seva òrbita. El cràter es troba just al nord-oest del cràter Curie, i a l'est-sud-est del cràter Gibbs.

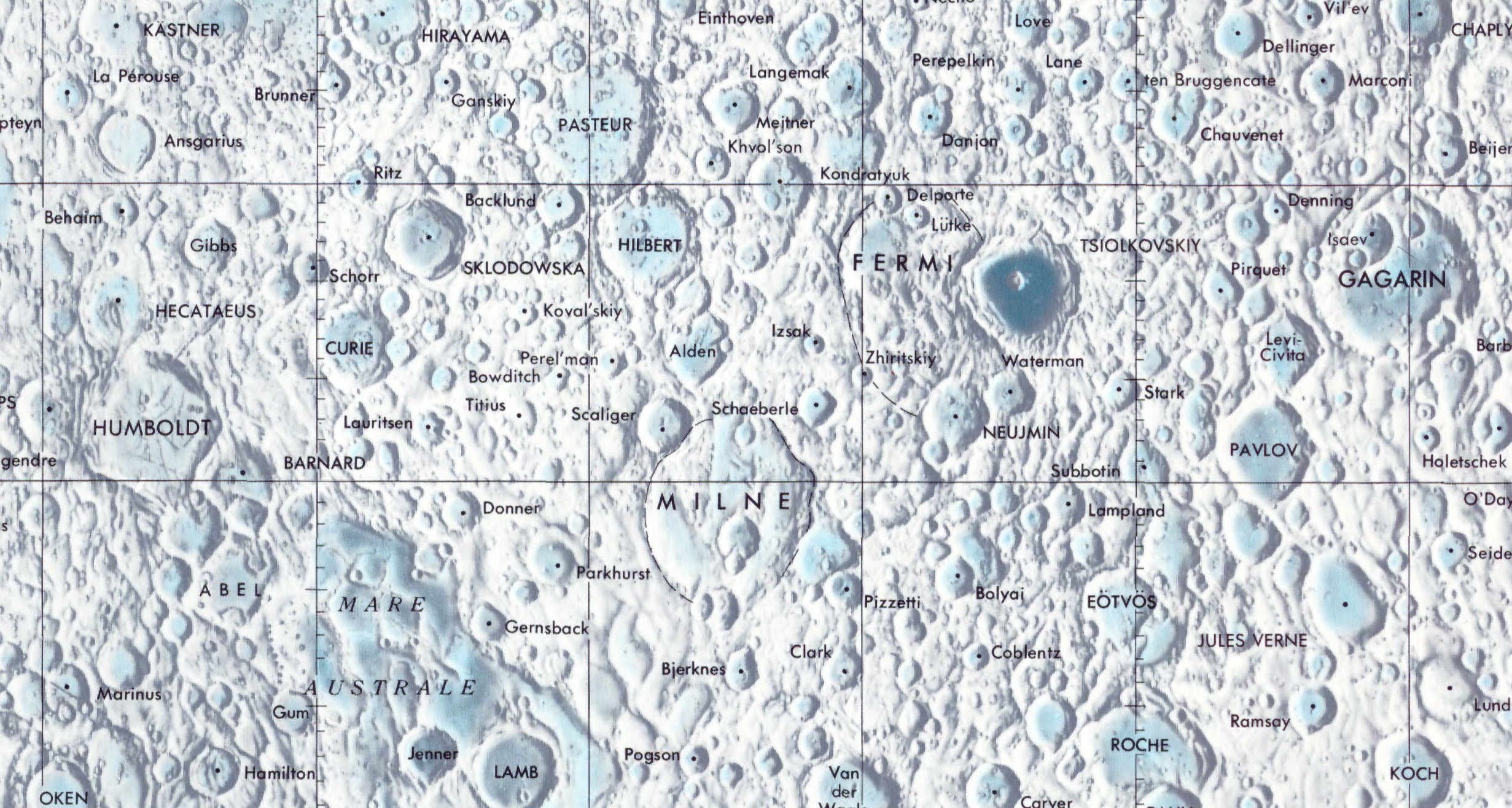
Localització de Schorr (centre de la imatge)
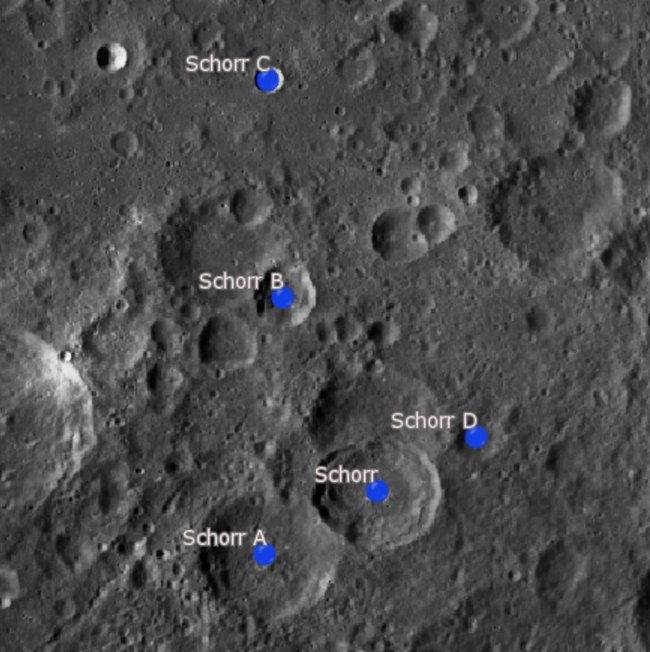
Cràters satèl·lit

Quan es veu des de naus en òrbita apareix com un cràter circular amb una vora exterior que no ha estat significativament desgastada per l'erosió causada per altres impactes. El material a les parets interiors s'ha acumulat al fons dels costats inclinats, formant un vorell en algunes parts de la base.

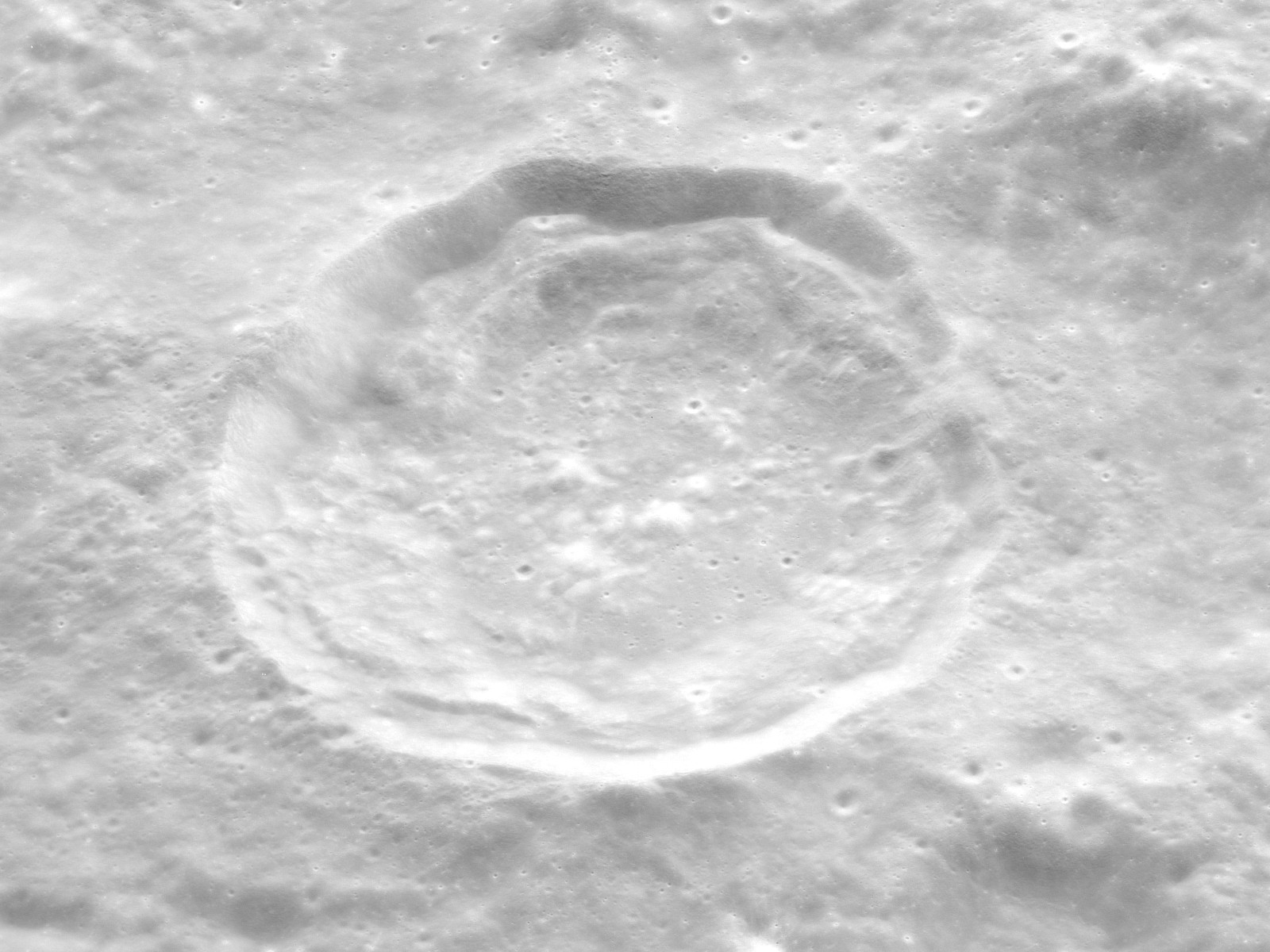
Vista obliqua des de l'Apollo 17
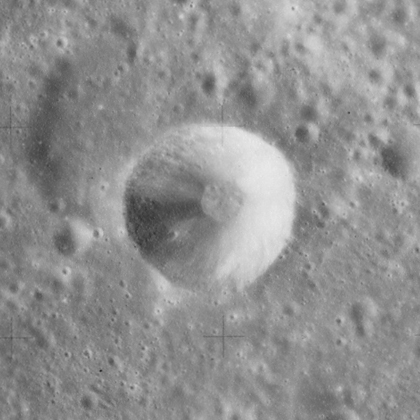
Schorr C. Fotografia de la missió Apollo 15

El sòl interior és irregular en certs llocs, amb crestes baixes creuant parts del fons. Schorr s'introdueix lleugerament al cràter satèl·lit Schorr A, situat al sud-est.

## Cràters satèl·lit
Per convenció aquests elements són identificats en els mapes lunars posant la lletra en el costat del punt central del cràter que està més proper a Schorr.
| Schorr | Coordenades                          | Diàmetre |
| ------ | ------------------------------------ | -------- |
| A      | 20° 30′ S, 88° 24′ E / 20.5°S,88.4°E | 64 km    |
| B      | 16° 30′ S, 88° 30′ E / 16.5°S,88.5°E | 26 km    |
| C      | 13° 30′ S, 88° 12′ E / 13.5°S,88.2°E | 13 km    |
| D      | 18° 36′ S, 91° 12′ E / 18.6°S,91.2°E | 21 km    |